# Металургійний комбінат у Рааге
64°39′28.1″ пн. ш. 24°25′19.4″ сх. д. / 64.657806° пн. ш. 24.422056° сх. д.

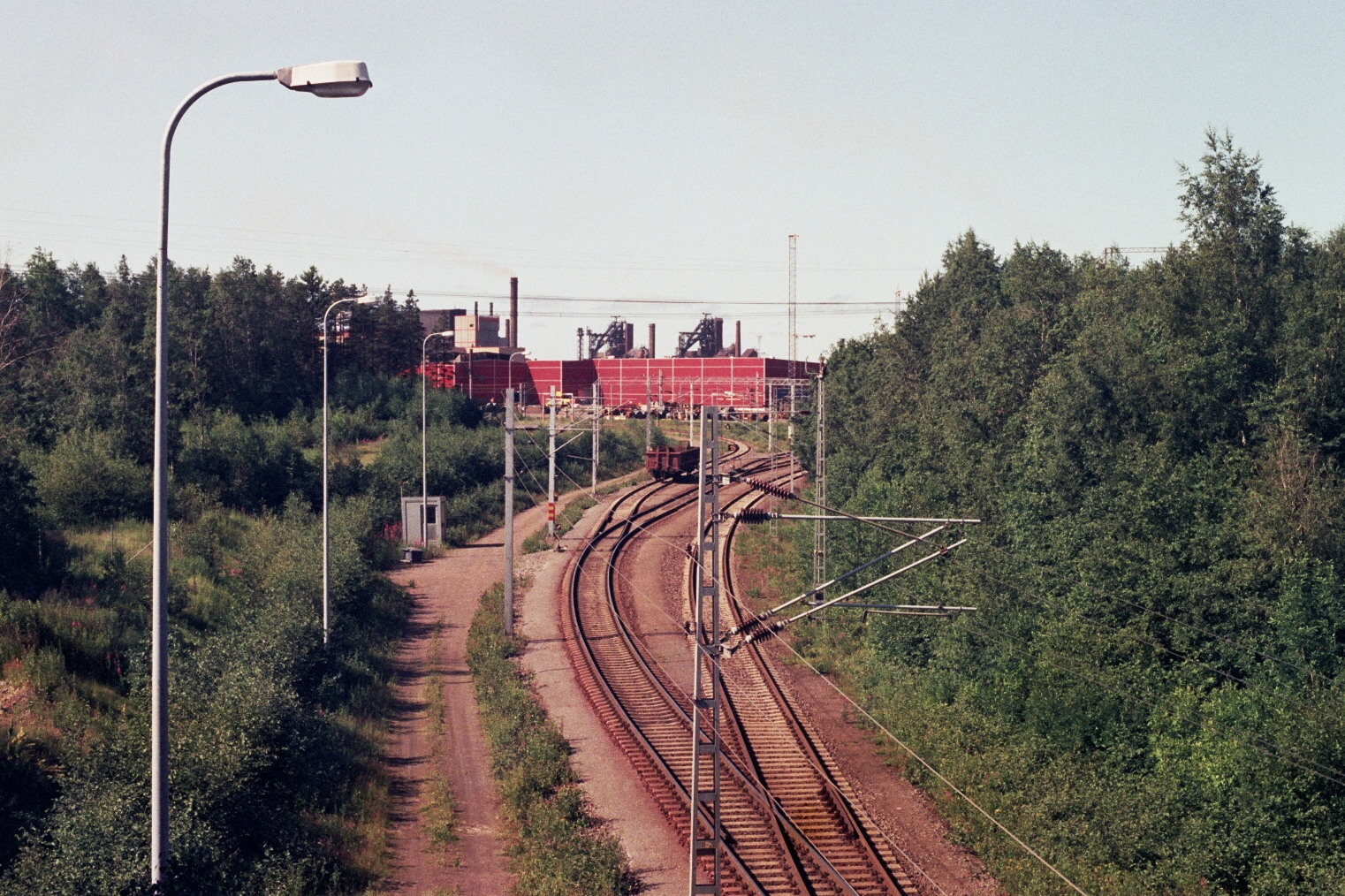
Завод.

Металургійний комбінат у Рааге (фін. Raahen terastehdas) — металургійний комбінат у Фінляндії, біля міста Рааге. Розташований на березі Ботнічної бухти (північної частини Ботнічної затоки). Один з двох металургійних заводів Фінляндії початку 21 століття з доменним виробництвом, з 2012 року — єдиний металургійний завод повного циклу в країні. Заснований на початку 1960-х років державним акціонерним товариством «Раутарууккі» і збудований з допомогою СРСР.

## Історія
Будівництво заводу було розпочате 1962 року. Він будувався з метою використання лапландських родовищ, перш за все найбільшого з них — Коларі. Перша черга заводу включала в себе будівництво доменного комплексу, розрахованого на виплавляння 350 тис.  т чавуну на рік. Завершення цієї черги було заплановане на початок 1964 року. Основне обладнання для комбінату, за радянськими даними, постачалося з СРСР у рамках товарного кредиту 1959 року. Для комбінату з СРСР постачалося обладнання доменного, сталеплавильного та агломераційного цехів.
На початку 1977 року на комбінаті введено в дію 2 установки безперервного розливання сталі, побудовані на «Уралмаші». Продуктивність комбінату в той час становила 1700 тис. т сталі на рік.